# Antonie Piskáčková
Antonie Piskáčková, rozená Hrušková (8. června 1900 Praha – 24. října 1942 Koncentrační tábor Mauthausen) byla česká odbojářka a spolupracovnice Operace Anthropoid z období druhé světové války popravená nacisty.

## Život
Antonie Piskáčková se narodila 8. června 1900 v Praze jako nemanželská dcera tovární dělnice Anny Hruškové (* 13. srpna 1879). Pracovala jako lékárnice ve firmě Medika. Byla členkou a cvičitelkou mládeže Sokola a působila jako dobrovolná sestra Československého červeného kříže. Dne 5. dubna se vdala za Jaroslava Piskáčka a 31. března 1927 se manželům narodil jejich jediný syn Miroslav Piskáček. Po jeho narození se přestěhovali do bytu ve Vysočanech v ulici Na Břehu, Antonie Piskáčková skončila v zaměstnání a stala se ženou v domácnosti. Kromě syna se starala ještě o svou matku Annu Hruškovou, která bydlela nedaleko ve stejné ulici.

## Spolupráce s odbojem a parašutisty
Po zákazu  Československého červeného kříže v srpnu 1940 stejně jako řada jeho členů fungovala v ilegalitě a spolupracovala s odbojem. Patřila mezi spolupracovnice Anny Šrámkové, předsedkyně Krajského poradního sboru dobrovolných sester Československého červeného kříže, a seznámila ji s Janem Zelenkou-Hajským. V rámci Sokola, který po jeho zákazu v roce 1941 přešel do ilegality, se spolu s manželem zapojila do finanční a materiální pomoci rodinám zatčených sokolských činovníků.
Piskáčkovi se zapojili do pomoci parašutistům z výsadku Antropoid již v lednu 1942. Kontakt na Piskáčkovy dostali Jozef Gabčík s Janem Kubišem od šestajovického sokolského činovníka Jaroslava Starého, zároveň byli Piskáčkovi o přítomnosti parašutistů informováni od Václava Nováka a Jana Zelenky-Hajského. Do pomoci byli postupně zapojeni i další sokolové a byt Piskáčkových se stal jedním z opěrných bodů celé operace. Zapojena byla i tchyně Jaroslava Piskáčka Anna Hrušková, která přes kontakty z Červeného kříže získávala potravinové lístky, a syn Miroslav Piskáček.
Manžel Antonie Piskáčkové Jaroslav Piskáček se podílel se na přesunu materiálu operace Anthropoid z Nehvizd do vily Václava Khodla ve Svépravicích, přes doktora Stanislava Hrubého zařídil pro Gabčíka a Kubiše falešné nemocenské legitimace jako práce neschopné. 27. května 1942 se po útoku na Reinharda Heydricha přesunul zraněný Jan Kubiš od Nováků do bytu k Piskáčkům a zde ho ošetřil dr. Břetislav Lyčka. U Piskáčků Kubiš strávil noc z 27. na 28. květen a v bezpečí přečkal policejní razii.

## Zatčení, smrt
Zrada parašutisty Karla Čurdy ze dne 16. června 1942 k zatčení Piskáčkových nevedla, protože Čurda s nimi v kontaktu nebyl. Až když se gestapo dostalo na stopu rodinám, které v roce 1938 opustily Sudety, došlo po Novákových i na Piskáčkovy. Dne 13. července 1942 byl zatčen manžel Jaroslav Piskáček, Antonie Piskáčková i její matka Anna Hrušková. Syn Miroslav byl zatčen 17. července ve Stachách, kde byl na prázdninách. Po vlně výslechů byli Piskáčkovi z Prahy převezeni do terezínské Malé pevnosti, stanným soudem odsouzeni k trestu smrti a nakonec 24. října 1942 zastřeleni při fingované zdravotní prohlídce v koncentračním táboře Mauthausen společně s desítkami dalších českých odbojářů a jejich rodinných příslušníků.

## Připomínka
- Její jméno (Piskáčková Antonie *8. 6. 1900), jméno manžela (Piskáček Jaroslav *3. 5. 1897), syna (Piskáček Miroslav *31. 3. 1927) i matky (Hrušková Anna *13. 8. 1876) jsou uvedena na pomníku při pravoslavném chrámu svatého Cyrila a Metoděje (adresa: Praha 2, Resslova 9a). Pomník byl odhalen 26. ledna 2011 a je součástí Národního památníku obětí heydrichiády.[2]
- V ulici Na Břehu 15 ve Vysočanech byla rodině Piskáčkových odhalena pamětní deska s nápisem: "V tomto domě a ulici žili obětaví členové sokolského odboje Antonie, Jaroslav a Miroslav PISKÁČKOVI a Anna HRUŠKOVÁ, spolupracovníci výsadku ANTHROPOID. Popraveni nacisty 24.10.1942 v Mauthausenu".[3][4]
- Její jméno (a jméno manžela a syna) jsou uvedena na pomníku věnovaném obětem 2. světové války umístěném v areálu Sokola Vysočany v Zákostelní ulici v Praze 9 - Vysočanech. Na pomníku je nápis: "ZA PRÁVO A SVOBODU OBĚTOVALI ŽIVOTY (následuje výčet jmen) ANT. PISKÁČKOVÁ".[5]
- Po rodině Piskáčkových byla v roce 2021 pojmenována ulice Piskáčkových v Praze 9 - Vysočanech.[6]

## Galerie

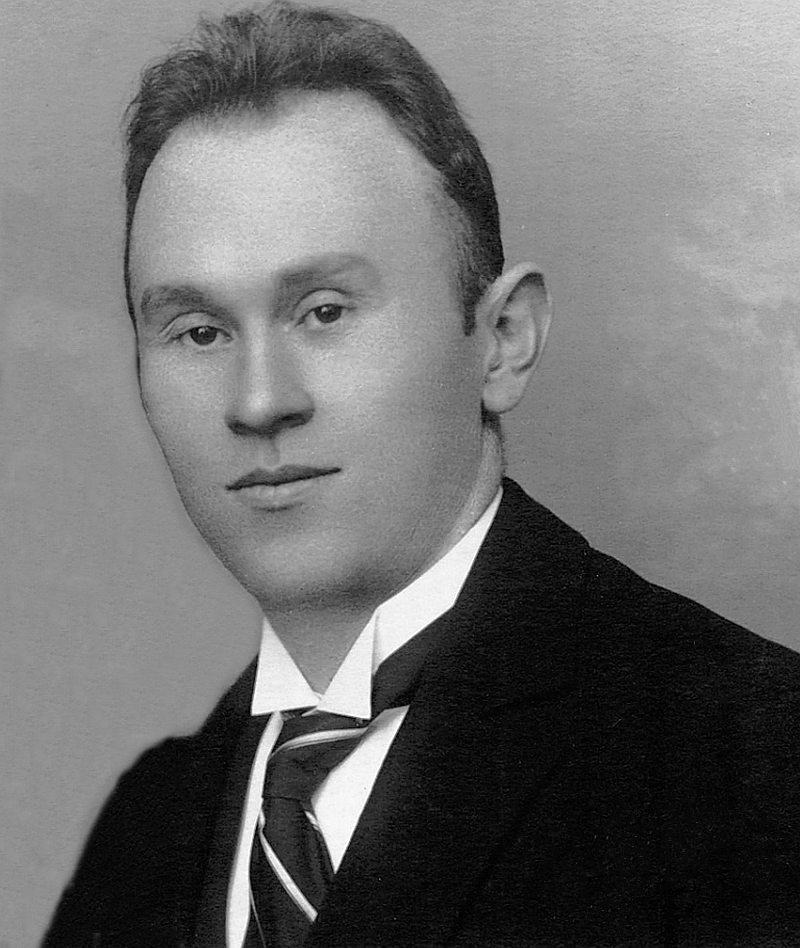
Manžel Jaroslav Piskáček (1897-1942)
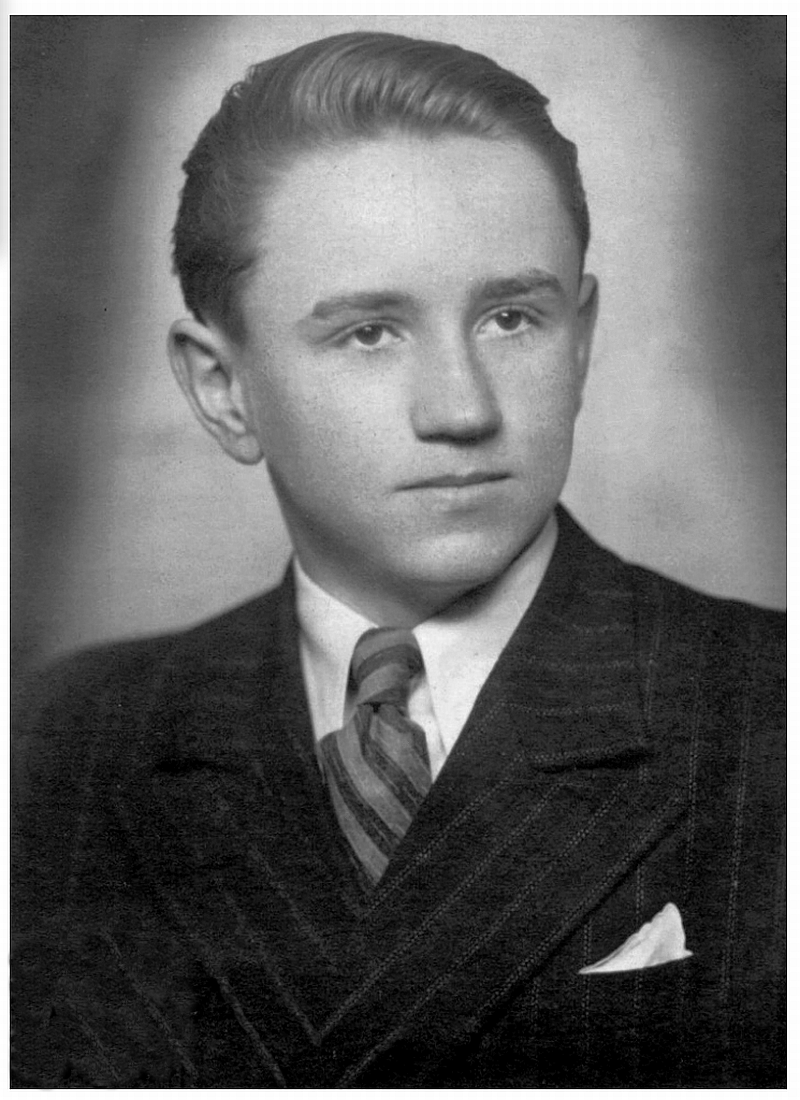
Syn Miroslav Piskáček (1927-1942)
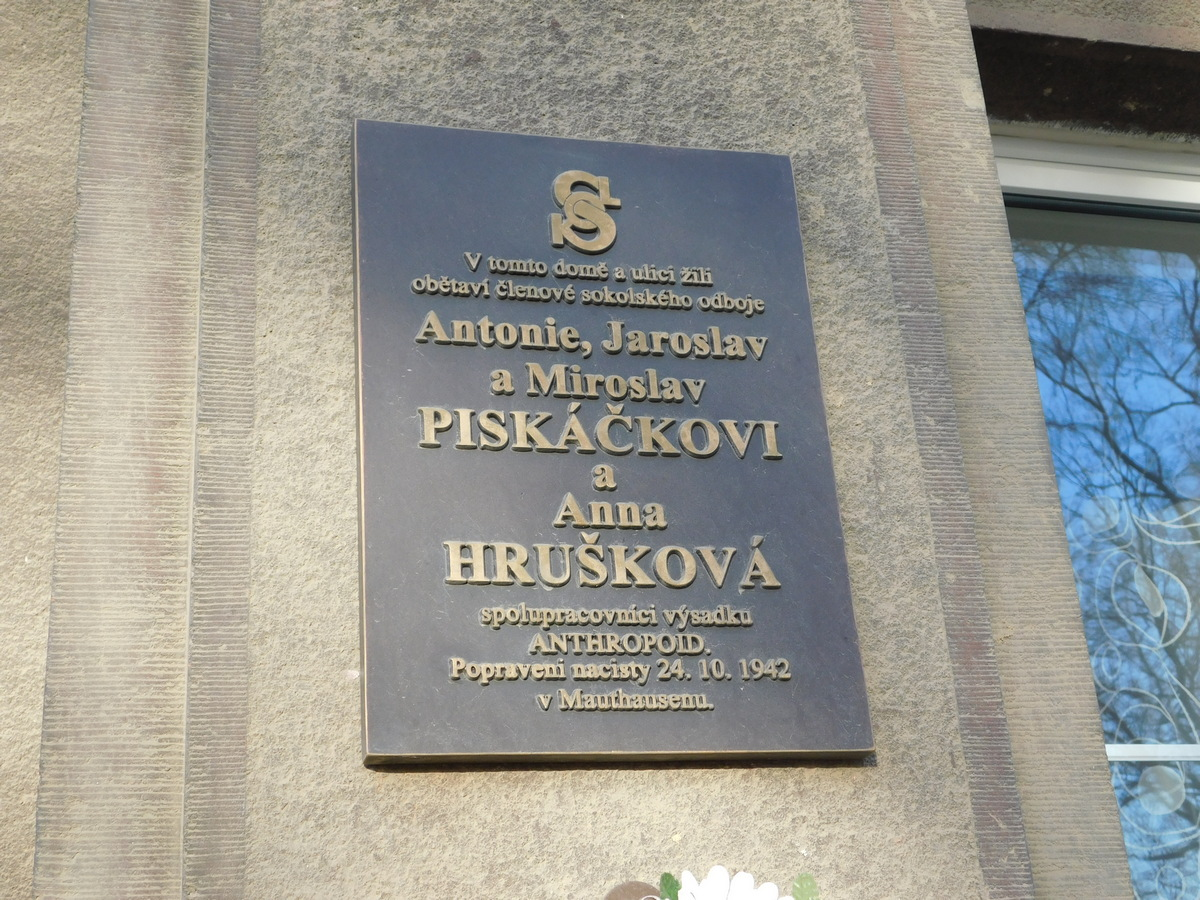
Pamětní deska Antonie, Jaroslava a Miroslava Piskáčkových a Anny Hruškové na domě Na Břehu 497/15 ve Vysočanech
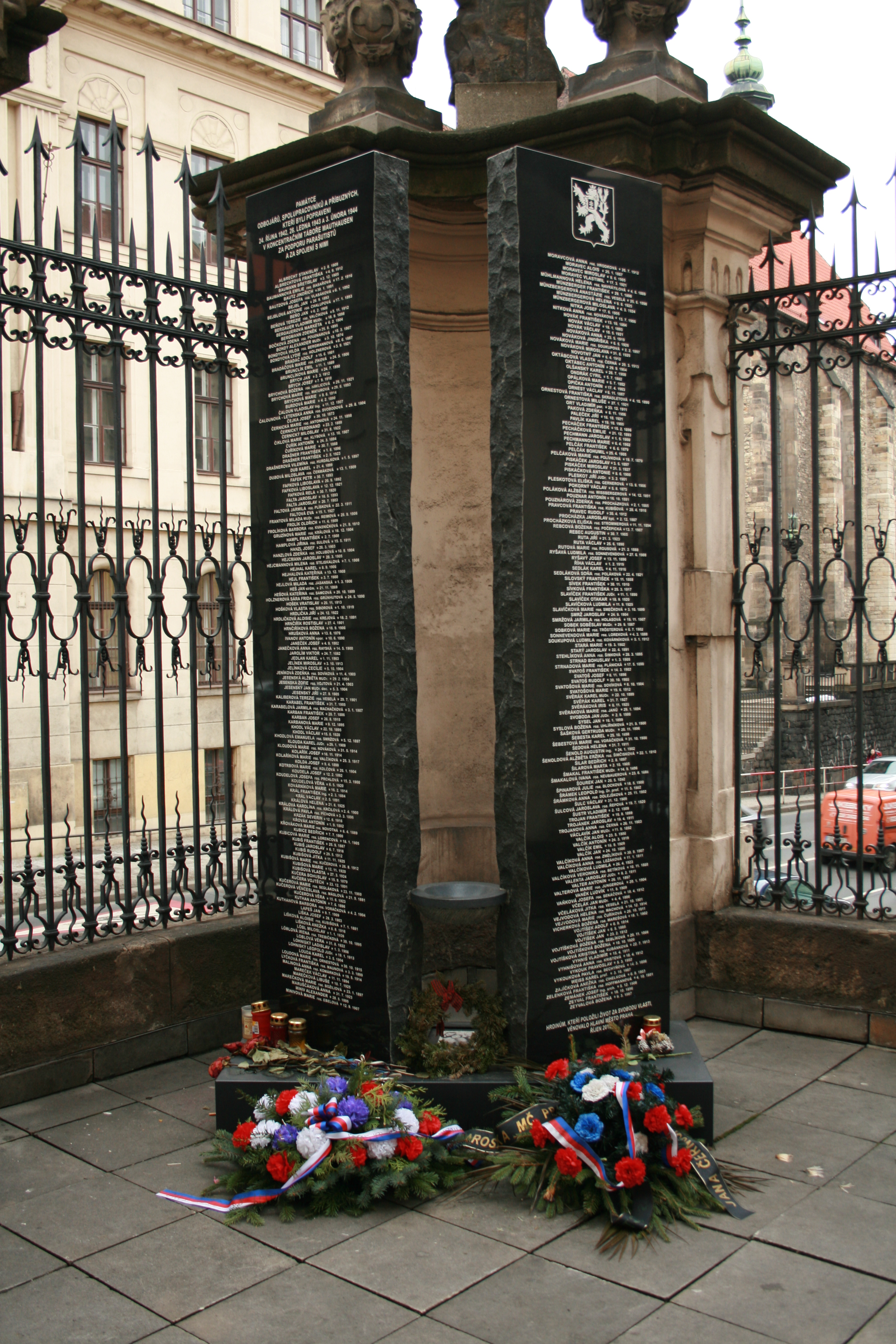
Pomník spolupracovníků parašutistů a jejich rodinných příslušníků na terase kostela sv. Cyrila a Metoděje v Resslově ulici v Praze.
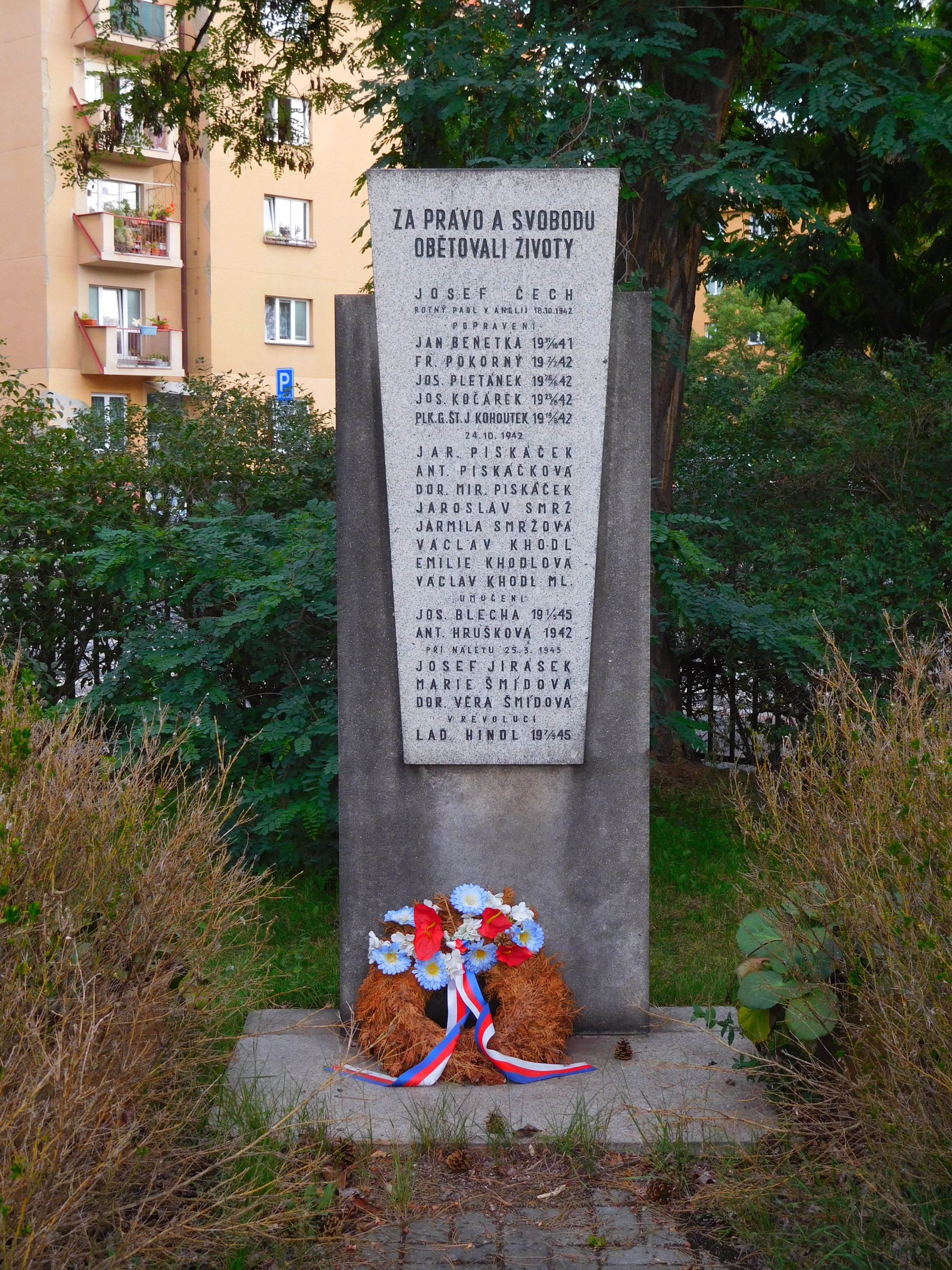
Pomník obětem 2. světové války v areálu Sokola Vysočany v Zákostelní ulici
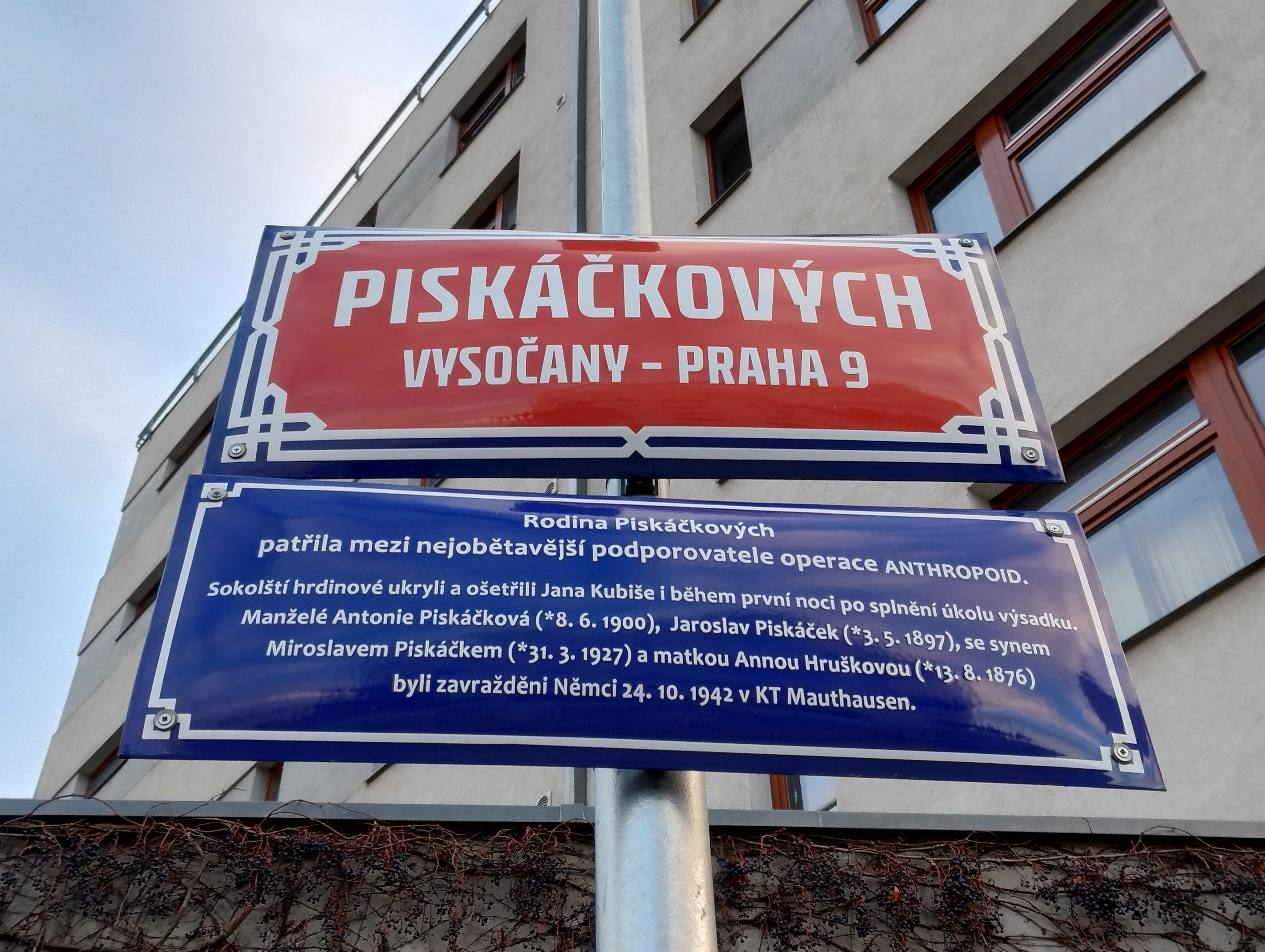
Tabule s názvem ulice Piskáčkových ve Vysočanech s modrou dodatkovou tabulí